# Ben Spies

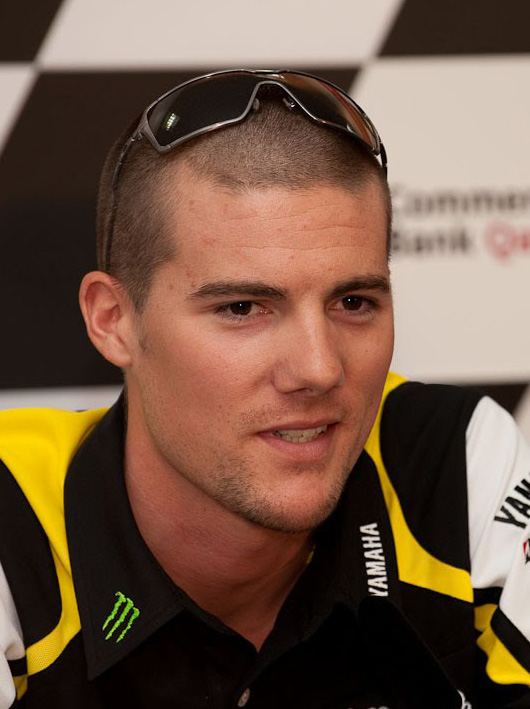
Ben Spies 2010

Ben Spies [ˈbɛn ˈspiːz] (* 11. Juli 1984 in Germantown, Tennessee) ist ein ehemaliger US-amerikanischer Motorradrennfahrer.
Wegen seiner Angewohnheit, die Ellenbogen beim Fahren weit vom Körper abzustrecken, trägt Spies den Spitznamen Elbowz.

## Karriere

### Anfänge
Ben Spies begann im Alter von fünf Jahren mit dem Motorradfahren. Bis zu seinem zehnten Geburtstag hatte er 27 Rennen in Folge gewonnen, bis 1999 siegte er in drei Amateur-Meisterschaften.

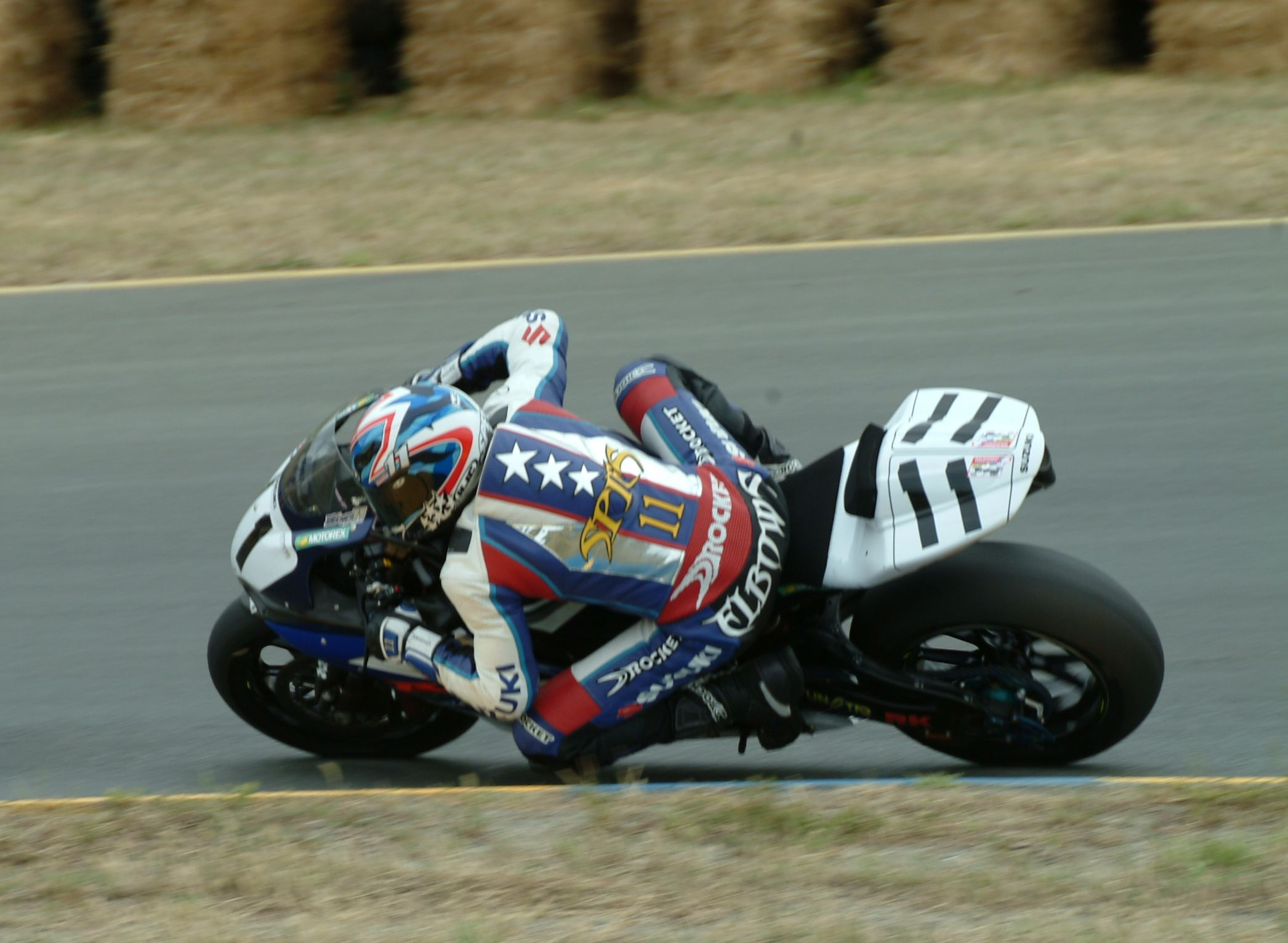
Spies 2005 auf Suzuki auf dem Infineon Raceway

### US-amerikanische Meisterschaft
Im Jahr 2000 wurde Spies Profi-Rennfahrer und trat für das Team Valvoline Suzuki in der US-amerikanischen Meisterschaft an. Seine beste Platzierung in dieser Saison erreichte er mit Platz fünf in der AMA 750 Supersport Series am Pikes Peak International Raceway und gewann den AMA Horizon Award für Straßenrennsport. In der Saison 2000 bestritt Ben Spies auch sein erstes Rennen in der US-amerikanischen Supersport-Meisterschaft, bei dem er sich auf Anhieb für die erste Startreihe qualifizierte. 2001 gewann er den Superstock-Lauf in Pikes Peak und fuhr vier weitere Podiumsplatzierungen ein.
2002 trat Spies für Attack Suzuki zusammen mit Jason Pridmore in der Supersport-Klasse an und kam dabei dreimal unter die besten fünf. In der AMA Formula Xtreme gelangen dem US-Amerikaner weiterhin vier top-5-Platzierungen, obwohl er für einen Großteil der Saison an einer Knieverletzung laborierte. In der Saison 2003 gewann Ben Spies für American Suzuki mit fünf Laufsiegen die AMA Formula Xtreme Championship. In der Supersport-Klasse siegte er beim Lauf in Road Atlanta. 2004 fuhr Spies für American Suzuki die Supersport-Meisterschaft und gewann den Lauf auf dem Infineon Raceway. In der AMA Superstock Championship siegte er auf dem California Speedway und in Road Atlanta.
In der Saison 2005 debütierte Ben Spies im Suzuki-Werksteam Yoshimura Suzuki, wo er auf einer GSX-R 1000 antrat, in der AMA Superbike Championship. Sein Teamkollege war der fünffache Meister Mat Mladin aus Australien. Spies gewann auf dem California Speedway seinen ersten AMA-Superbike-Lauf und fuhr er noch 13 weitere Podiumsplatzierungen ein. Die Meisterschaft beendete der US-Amerikaner in seinem Rookie-Jahr als Vize-Meister, mit nur 22 Punkten Rückstand auf Mladin. Außerdem erreichte er auch in der Supersport-Klasse mehrere Platzierungen unter den besten fünf.
2006 sicherte sich Ben Spies mit zehn Laufsiegen und sieben weiteren Podestplätze aus 19 Rennen den Titel. Im Endklassement hatte der damals 22-Jährige mit 649 Punkten ganze acht Zähler Vorsprung auf seinen Teamkollegen.
In der Saison 2007 lieferten sich Ben Spies und Mat Mladin, weiterhin Teamkollegen bei Yoshimura Suzuki, einen der engsten Titelkämpfe in der Geschichte der US-Superbike-Meisterschaft. Spies war in keinem Saisonrennen schlechter als Rang zwei und gewann den Titel mit nur einem Punkt Vorsprung auf Mladin durch einen Sieg im letzten Rennen in Laguna Seca. Außerdem sicherte sich der US-Amerikaner mit sieben Siegen auch den Titel in der Superstock-Klasse.
2008 verteidigte Ben Spies seinen Titel erneut und stellte mit sieben Laufsiegen am Stück einen neuen Rekord in der AMA Superbike Championship auf. Der US-Amerikaner gewann den Titel quasi am Grünen Tisch, nachdem sein Teamkollege und Hauptkonkurrent Mat Mladin wegen einer irregulären Kurbelwelle beide am Virginia International Raceway errungenen Laufsiege aberkannt bekam und seine Berufung im Saisonverlauf unter kuriosen Umständen abgelehnt wurde, was Spies zu einem uneinholbaren Punktevorsprung verhalf. Er wurde damit der vierte Fahrer in der Geschichte der Serie, der den Titel dreimal in Folge gewannen.

### Debüt in der MotoGP-Klasse
Aufgrund seiner starken Leistungen in der US-Meisterschaft wurde Ben Spies auch für die Motorrad-Weltmeisterschaft interessant. Bereits im Oktober 2007 absolvierte er in Japan seinen ersten Test auf einer MotoGP-Maschine.
Am 22. Juni 2008 bestritt er beim britischen Grand Prix in Donington Park sein erstes Rennen in der MotoGP-Klasse. Der US-Amerikaner ersetzte bei Rizla Suzuki den verletzten Italiener Loris Capirossi und beendete das Rennen auf Rang 14. Nach weiteren Tests auf der MotoGP-Suzuki bestritt Spies als Wildcard-Pilot die beiden in den Vereinigten Staaten ausgetragenen Grands Prix. In Laguna Seca wurde er Achter, in Indianapolis belegte er im Regen den starken sechsten Platz und schlug damit die beiden Suzuki-Werksfahrer Capirossi und Chris Vermeulen.
Ben Spies hatte bereits 2007 den Wunsch geäußert, ab der Saison 2009 permanent in der MotoGP-Klasse zu starten, wofür ihn Suzuki auch fest einzuplanen schien. Im August 2008 bestätigten die Japaner jedoch mit Vermeulen und Capirossi ihre beiden bisherigen Werksfahrer als Team für 2009. Spies’ Management sah sich daraufhin nach anderen Optionen um, so war er beim JiR Team Scot, dem Team von Fausto Gresini und einem Ducati-Kundenteam im Gespräch. Sogar ein Wechsel ins Ducati-Werksteam in der Superbike-WM als Ersatz für Troy Bayliss schien möglich. All diese Optionen scheiterten letztendlich an Spies’ Gehaltsforderungen, der sein hohes Verdienstniveau aus der US-Meisterschaft beibehalten wollte.

### Superbike-Weltmeisterschaft
Am 1. Oktober 2008 wurde offiziell bestätigt, dass Ben Spies 2009 in der Superbike-Weltmeisterschaft antreten und für das in Italien beheimatete Yamaha-Werksteam Yamaha WSB von Massimo Meregalli fahren würde. Sein Teamkollege dort war der Brite Tom Sykes, der wie Spies ebenfalls Debütant war.
Auf der komplett neuen Yamaha YZF-R1 war Spies seinem britischen Teamkollegen deutlich überlegen. Mit 11 von 14 möglichen Pole-Positions brach er den Rekord seines Landsmannes Doug Polen aus dem Jahr 1991. Bei 14 der 28 WM-Rennen stand er am Ende ganz oben auf dem Treppchen und belegte zudem drei weitere Podiumsplätze. Aufgrund vier vorzeitiger Ausfälle gelang es Spies aber erst im 22. Rennen auf dem Nürburgring, die Führung in der WM-Gesamtwertung von Ducati-Pilot Noriyuki Haga zu übernehmen, der zu diesem Zeitpunkt halb so viele Siege wie Spies verbuchte. Fortan wechselte die Führung zwischen beiden Fahrern mehrfach, so dass Spies vor den letzten beiden Rennen in Portimão zehn Punkte Rückstand auf Haga besaß.
Am 25. Oktober 2009 entschied Ben Spies im letzten Saisonrennen in Portimão den Titelkampf für sich. Nachdem er durch einen überlegenen Start-Ziel-Sieg im ersten Rennen die Gesamtführung vom gestürzten Noriyuki Haga übernommen hatte, reichte der fünfte Platz im zweiten Lauf des Tages zum WM-Gewinn. Spies war damit der erste Fahrer in der Geschichte der Superbike-Weltmeisterschaft, der in seiner Rookie-Saison Weltmeister wurde und gleichzeitig der erste Yamaha-Superbike-Weltmeister.

### Rückkehr und Etablierung in der MotoGP-Klasse
2010 wurde Spies permanenter Starter in der MotoGP-Klasse. Er bestritt seine erste Saison im französischen Tech-3-Team auf einer Kunden-Yamaha. Mit 176 Punkten schloss er das Jahr als Sechster im Gesamtklassement ab. Beim Großen Preis von Großbritannien in Silverstone und beim Großen Preis von Indianapolis gelangen ihm Plätze mit Rang drei bzw. Rang zwei Podestplätze. Zugleich wurde er mit der Leistung des besten Newcomers mit dem Rookie-of-the-Year-Award ausgezeichnet. Durch diese Leistung wurde Spies für 2011 ein Vertrag im Yamaha-Werksteam angeboten.
Am 25. Juni 2011 feierte Spies bei der Dutch TT in Assen seinen ersten Sieg in der Motorrad-Weltmeisterschaft. Es gelang ihm noch mehrmals, auf das Podium zu fahren, ein weiterer Sieg blieb jedoch aus. Beim Saisonfinale in Valencia wurde er von Casey Stoner kurz vor der Ziellinie überholt und kam mit einem Rückstand von 0,015 Sekunden als Zweitplatzierter ins Ziel. Spies beendete das Jahr als Fünfter mit 176 Punkten.
Auch in der Saison 2012 fuhr Spies an der Seite von Jorge Lorenzo für das Yamaha-Werksteam, konnte dort die Erwartungen des Teams allerdings nicht mehr erfüllen und wurde zur Saison 2013 von Valentino Rossi ersetzt, der von Ducati zurückkehrte.
Zur Saison 2013 wechselte Spies zu Pramac Racing, wo er neben Andrea Iannone eine Ducati Desmosedici GP13 pilotierte. Er absolvierte im April die ersten beiden Saisonläufe und musste sich danach wegen sturzbedingter Verletzungen an beiden Schultern operieren lassen. Mitte August versuchte er beim Großen Preis von Indianapolis ein Comeback, stürzte dabei erneut und erlitt weitere Verletzungen, die ihn für den Rest der Saison außer Gefecht setzten. Am 26. Oktober 2013 gab Spies im Rahmen des Großer Preis von Japan im Alter von 29 Jahren seinen verletzungsbedingten Rücktritt vom Rennsport bekannt.
Seit der Saison 2024 ist Ben Spies Teamchef eines von Bobby und Graham Rahal geführten Ducati-Teams in der Supersport-Klasse der US-amerikanischen Meisterschaft.

## Statistik

### Erfolge
- US-amerikanischer Formula-Extreme-Meister: 2003 auf Suzuki
- US-amerikanischer Superbike-Meister: 2006, 2007, 2008 auf Suzuki
- US-amerikanischer Superstock-Meister: 2007 auf Suzuki
- Superbike-Weltmeister: 2009 auf Yamaha
- 2010 – MotoGP-Rookie of the Year auf Yamaha
- 1 Grand-Prix-Sieg

### In der Motorrad-Weltmeisterschaft
| Saison | Klasse | Team                  | Motorrad                | Rennen | Siege | Zweiter | Dritter | Poles | Schn. Rennrunden | Punkte | Ergebnis |
| ------ | ------ | --------------------- | ----------------------- | ------ | ----- | ------- | ------- | ----- | ---------------- | ------ | -------- |
| 2008   | MotoGP | Rizla Suzuki MotoGP   | Suzuki GSV-R            | 3      | –     | –       | –       | –     | –                | 20     | 19.      |
| 2009   | MotoGP | Yamaha Factory Racing | Yamaha YZR-M1           | 1      | –     | –       | –       | –     | –                | 9      | 20.      |
| 2010   | MotoGP | Yamaha Tech 3         | Yamaha YZR-M1           | 17     | –     | 1       | 1       | 1     | –                | 176    | 6.       |
| 2011   | MotoGP | Yamaha Factory Racing | Yamaha YZR-M1           | 16     | 1     | 1       | 2       | –     | 1                | 176    | 5.       |
| 2012   | MotoGP | Yamaha Factory Racing | Yamaha YZR-M1           | 16     | –     | –       | –       | –     | –                | 88     | 10.      |
| 2013   | MotoGP | Pramac Racing Team    | Ducati Desmosedici GP13 | 2      | –     | –       | –       | –     | –                | 9      | 21.      |
| Gesamt | Gesamt | Gesamt                | Gesamt                  | 55     | 1     | 2       | 3       | 1     | 1                | 478    |          |

### In der Superbike-Weltmeisterschaft
| Saison | Team       | Motorrad      | Rennen | Siege | Zweiter | Dritter | Poles | Schn. Rennrunden | Punkte | Ergebnis    |
| ------ | ---------- | ------------- | ------ | ----- | ------- | ------- | ----- | ---------------- | ------ | ----------- |
| 2009   | Yamaha WSB | Yamaha YZF-R1 | 28     | 14    | 2       | 1       | 11    | 6                | 462    | Weltmeister |
| Gesamt | Gesamt     | Gesamt        | 28     | 14    | 2       | 1       | 11    | 6                | 462    |             |

## Verweise